# Prognathorhynchus kurilensis
Prognathorhynchus kurilensis är en plattmaskart som beskrevs av Evdonin 1972. Prognathorhynchus kurilensis ingår i släktet Prognathorhynchus och familjen Gnathorhynchidae. Inga underarter finns listade i Catalogue of Life.